# Свети Дух (Йънгстаун)
„Свети Дух“ (на английски: Holy Ghost Orthodox Church) е православна църква в град Йънгстаун, Охайо, Съединенитe американски щати. Църквата е подчинена на Българската Толидска епархия на Православната църква в Америка.

## Местоположение
Църквата е разположена в на „Саут Ричвю Авеню“ № 18 в Йънгстаун.

## История
Църквата е основана от български емигранти от Македония в 1936 година под името Македоно-българска православна църква „Свети Дух“ (Holy Ghost Macedono-Bulgarian Orthodox Church).